# Средства массовой информации Петрозаводска

В Петрозаводске представлены все виды средств массовой информации: как печатные (газеты, журналы), так и электронные издания (телевидение, радио, интернет-издания).
История средств массовой информации в Петрозаводске начинается 8 января 1838 года, когда вышла в свет газета «Олонецкие губернские ведомости».
В настоящее время в городе выходят средства массовой информации на русском, карельском, вепсском, финском и других языках.

## Печатные издания

### Газеты

#### Губернские газеты
| Фото | Расположение и описание |
| ---- | --- |
|      | Олонецкие губернские ведомости Газета издавалась с 8 января 1838 года по декабрь 1917 года. Издатель — Олонецкое губернское правление. Язык издания — русский.                              |
|      | Прибавления к Олонецким губернским ведомостям Газета издавалась с 1838 года по 7 июня 1845 года. Издатель — Олонецкое губернское правление. Язык издания — русский.                         |
|      | Олонецкие епархиальные ведомости Газета издавалась в 1898—1918 годах. Издатель — Олонецкая епархия. Язык издания — русский.                                                                 |
|      | Олонецкая неделя Еженедельная газета издавалась с 1911 по 1918 год при Олонецком совете Карельского православного братства. Язык издания — русский. Редактор — протоиерей Григорий (Чуков). |
|      | Олонецкое утро Ежедневная общественно-политическая газета издавалась с 1915 по 1917 год.Язык издания — русский.                                                                             |

#### Республиканские газеты на русском языке
| Фото | Расположение и описание |
| ---- | --- |
|      | Курьер Карелии Газета издавалась с 29 июня 1917 года по 1 сентября 2011 года. Издатель в 2011 году — ООО «РИО „Северный курьер“». Язык издания — русский. За свою историю газета неоднократно меняла название: 29.06.1917 — «Известия Олонецкого губернского Совета крестьянских, рабочих, солдатских депутатов», 18.04.1918 — «Известия Олонецкого губернского исполнительного комитета Советов крестьянских, рабочих и солдатских депутатов», 09.07.1918 — «Известия Олонецкого губернского исполнительного комитета Советов крестьянских, рабочих и красноармейских депутатов», 01.01.1919 — «Олонецкая коммуна», 15.10.1920 — «Коммуна», 01.01.1922 — «Карельская коммуна», 14.10.1922 — «Красная Карелия», 04.08.1940 — «Ленинское знамя», 15.06.1955 — «Ленинская правда», 05.05.1991 — «Северный курьер», 23.02.2001 — «Северный курьер Карелии», 01.06.2001 — «Курьер Карелии», 25.09.2007 — «Северный курьер», 26.09.2007 — «Курьер Карелии» |
|      | Молодёжная газета Карелии Газета издавалась с 31 марта 1920 года (закрыта). Первоначально — «Новые зори», затем «Комсомолец». В 1991 г. часть коллектива газеты издавала газету «Команда» |
|      | Карелия Газета издаётся с 4 ноября 1992 года. |
|      | ТВР-Панорама Газета издаётся с 15 мая 1992 года. Первоначально носила название «ТВР (Телевидение. Радио)», с 29.08.1996 года — современное название. Издатель — издательский дом «ПетроПресс». |
|      | Карельская губерния Газета издаётся с 1996 года (до 2003 года — «Губерния»). Издатель — Издательский дом «Губерния». |
|      | Карельский спорт Газета издавалась с мая 2006 года. Издатель — Фонд развития детского и юношеского спорта «Лидер Карелии» (закрыта) |
|      | Ленинская правда Газета издаётся с 20 августа 1993 года. Издатель — реском КПРФ. |

- «Красный Луч» (1923)[3].
- «Вся Карелия»
- «Моя газета плюс»
- «Нам всё ясно»
- «Лицей» — газета о культуре, образовании, семье. Первый номер ежемесячной газеты вышел в декабре 1991 года[4]. В настоящее время не издаётся
- «Вести Карелии» (до 2003 года)
- «Набат Северо-Запада» (закрыта)
- «Наблюдатель» (закрыта)
- «Тинэйджер» (закрыта)
- «Колесо» (закрыта)
- «Коммунист Петрозаводска» (с 2014 г.)
- «Юрий Линник» (выходила в 1995 г.)[5]
- «По Тихому» (выходила в 2003 г.)[6]

#### Республиканскиегазеты накарельском,вепсскомифинскомязыках
| Фото | Расположение и описание                                                                              |
| ---- | --- |
|      | Karjalan Sanomat Основана в 1920 году под названием «Карельская Коммуна». Издаётся на финском языке. |
|      | Oma Mua Издаётся на карельском языке (на ливвиковском и собственно-карельском наречиях).             |
|      | Kodima Издаётся на вепсском и русском языках.                                                        |

- Vienan Karjala (на собственно-карельском диалекте карельского языка) — была присоединена к Oma Mua
- Lyydilaine (на людиковском диалекте карельского языка) — издавалась в 2008-м

#### Местные издания федеральных изданий
| Фото | Расположение и описание         |
| ---- | ------------------------------- |
|      | Московский комсомолец в Карелии |

- Газета «Комсомольская Правда в Карелии»
- Газета «Невское время — Карелия» (закрыта)
- Газета «Аргументы и факты — Карелия»
- Газета «Оперативные новости Карелии» («Новости Петербурга») (закрыта)
- Газета «Жизнь. Петрозаводск» (закрыта)

#### Городские газеты
| Фото | Расположение и описание                                                                               |
| ---- | --- |
|      | Петрозаводск Издатель — издательский дом «ПетроПресс». Газета выходила в 1991—2018 годах.             |
|      | Столица на Онего Газета выходила с 2001 по 2002 годы (под названием «Столица Карелии») и в 2009 году. |

- «Наше слово» Еженедельная газета коммунистов Петрозаводска. Учредитель Петрозаводский горком КПСС. Выходила с декабря 1991 г. Закрыта в августе 1991 г. как орган, поддерживающий ГКЧП[8].
- «Петрозаводская правда» («Petroskoin Pravda») — на русском и финском языках, 1932. Орган Петрозаводского горсовета и горрайкома ВКП(б).
- «Благоустроим наш город» — орган Петрозаводского городского комитета КПСС и исполкома Петрозаводского городского совета (1958 г.).
- «Официальный вестник» (до 2008 года)
- «Официально» (2001—2002)
- «Петрозаводские городские страницы»
- «Ведомости Петросовета» (печатный орган Петросовета, ранее «Информационный бюллетень»)
- «Город» (до 2002 года)
- «Наблюдатель» (до 2003 года)
- «Телепрограмма» (закрыта)
- «(Мой Петрозаводск). Карелия» (с 2009)
- «Логос»
- «Учитель Петрозаводска» (~2001), закрыта
- «Зелёный лист», закрыта
- «Мой Дом»
- «Медсовет». Газета для медицинских и фармацевтических работников. Выходит с 2014 г.[9].

#### Газеты объявлений
- «ВСЁ» — издаётся с 23 июля 1996 года
- «Из рук в руки. Петрозаводск» (закрыта)
- «Мир Карелии» (закрыта в 2013 году)
- «Карельская неделя» (закрыта в 1997 году)
- «Всё плюс» (закрыта в 1998 году)

#### Рекламные издания
| Фото | Расположение и описание |
| ---- | ----------------------- |
|      | Петроглиф               |

- Газета «Карельский Медведь» (до 07.2009 — «Медведь») — издаётся с 25 мая 1995 года
- Газета «Десятый регион» (ранее «Регион», «Центр News») — самая многотиражная рекламная газета Карелии
- Газета «Вся Карелия — Вездеход»
- Газета «Первая Цветная газета Карелии»
- Газета «Рысь важная» (с 2010)
- Газета «Сампо» (закрыта)
- Газета «М.Видео. Петрозаводск» (с 25.07.2012)

#### Районные издания
- Газета «Совет Древлянки»
- Газета «Наша Древлянка» (закрыта)
- Газета «Перевалка — 5-й посёлок» (изначально «Перевалка»)
- Газета «Совет Перевалки»
- Газета «Голиковка, 35» (закрыта)
- Газета «Нам здесь жить, любить, работать» (Октябрьский район)

#### Предвыборные издания
- Газета «Уже всё ясно» (2011)
- Газета «Нам всё ясно. Карелия» (2011)
- Газета «Народный адвокат» (1998)
- Газета «Карельское обозрение» (1998)
- Газета «Карельские новости. Народный фронт» (2011)
- Газета «Правда Карелии» (~2006)
- Газета «Карельская Искра» (2009)
- Газета «Столица пресс» (2002)
- Газета «Губерния пресс» (2002)
- Газета «Криминальная среда» (2011)

#### Ведомственные издания
- Газета «Машиностроитель»
- Газета «Онежец» (выходила с 1928 г., первое название «Вагранка»)
- Газета «Анохинец» (выходила с конца 1920-х годов по конец 1930-х гг.)[10]
- Газета «Транспортник» (2-го отдела транспорта Мурманской железной дороги, г. Петрозаводск) (1920—1930-е гг.)
- Газета «Финансовый вестник». Орган Наркомата финансов АКССР. 1935 г.
- Газета «На страже». Орган МВД КАССР. 1960-е гг.
- Газета «Кижи»
- Газета «Открытая библиотека» (с 06.2005)
- Газета «Ленинская правда на строительстве базы стройиндустрии» (1970-е)
- Газета «Ленинская правда на строительстве телецентра»
- Газета «Авангард» (2003)
- Газета «Строитель»
- Газета «Голос» (1990—2016)
- Газета «Профсоюзное слово» (с 2017 г.)[11]
- Газета «Онежская волна» (Радиозавод)

#### Студенческие издания
- Газета «Петрозаводский университет» (ПетрГУ), с октября 1956 года.
- Газета «Потенциал» (ПетрГУ), выходила с ноября 2007 года по май 2010 года на физико-техническом факультете (над изданием газеты рабатали Захар Слуковский (главред с 2007 по 2009 гг., корреспондент), Степан Павлов (главред с 2009 по 2010 гг., корреспондент), Дмитрий Кириенко (вёрстка), Юрий Суетин (корреспондент), Шведайте Татьяна (корреспондент), Вадим Куроптев (корреспондент), Ирина Куроптева (корректура) и др.)
- Газета «Простые истины» (ПетрГУ)
- Газета «Проф.ком» (ПетрГУ), закрыта
- Газета «Педагогическая академия» (КГПА)
- Газета «Факультет» (КГПА)

#### Школьные издания
- Газета «Большая перемена», школа № 2[12] (не позднее 2009 года)
- Газета «Школьный дом», школа № 3[13] (с 1999 года)
- Газета «Семёрка», школа № 7[14] (не позднее 2012 года)
- Газета «Со-мнения», школа № 9[15] (не позднее 1995 года)
- Газета «Школьные вести», школа № 10[16] (не позднее 2000 года)
- Газета «13-я школа», лицей № 13[17] (с февраля 1997 года)
- Газета «Что новенького?», школа № 14[18] (с сентября 2000 года)
- Газета «Муравейник», школа № 14[18] (с 2010 года)
- Газета «Портфельчик», гимназия № 17[19] (с 1997 года)
- Газета «VShkole20.ru», школа № 20[20] (с 2012 года)
- Газета «ЛиГа — Лицейская газета», Университетский лицей[21] (с 2005 года)
- Газета «Школьная газета», школа № 29[22] (не позднее 2012 года)
- Газета «МИГ — Мгновения истории гимназии», гимназия № 30[23] (с декабря 2000 года)
- Газета «Всезнайка», школа № 32[24] (не позднее 2011 года)
- Газета «Класс и К — Класс и компания» (школа № 33)[25] (с октября 2011 года)
- Газета школы № 35[26] (не позднее 2012 года)
- Газета школы № 36[27] (не позднее 2012 года)
- Газета «Школьный арбат», гимназия № 37[28] (с 1996 года)
- Газета школы № 38[29] (не позднее 2009 года)
- Газета «ШАГ — Школьная альтернативная газета»[30] (не позднее 2006 года)
- Газета «Товарищ», лицей № 40[31] (с 1998 года)
- Газета «Сороконожка», лицей № 40[31] (не позднее 2003 года)
- Газета «СемьЯ», лицей № 40[31] (с 2001 года)
- Газета «Deutsches kaleidoskop — Немецкий калейдоскоп», лицей № 40[31] (не позднее 2011 года)
- Газета «Лицей days», лицей № 1[32] (с 1995 года)
- Газета «Шпаргалка», школа № 42[33] (не позднее 2012 года)
- Газета «Школе № 45 скоро 20!», школа № 45[34] (2010 год)
- Газета «Шпаргалка», школа № 46[35] (с 16 мая 1996 года)
- Газета «ДерлициЯ — Державинский лицей и я», Державинский лицей[36] (не позднее 2010 года)
- Газета «Зелёный слоник», Петровская школа[37] (с 4 апреля 2013 года)
- Газета «Вечерние новости», Центр образования[38] (не позднее 2012 года)
- Газета «Кадетский вестник», Кадетский корпус[39] (не позднее 2010 года)
- УЖик — Увлекательная Журналистика, 30 гимназия (с 2010 года)

#### Межшкольные издания, издания учреждений дополнительного образования
- Газета «Дворцовая площадь», ДТиЮ
- Газета «ЮниON», газета школ Древлянки (~2011)
- Газета «Без названия», газета школ Древлянки (2000-е)
- Газета «Школа — территория закона», газета школ Петрозаводска (2000-е)

### Журналы
- «Север»
- Kipinä (финский, вепсский, карельский (ливвиковское и собственно-карельское наречия))
- Carelia (финский, карельский, вепсский)
- «Неделя профессионального движения» — издание областной тройки при Карельско-Олонецком профсовете (1921)
- «Еженедельный бюллетень подотдела искусств, памятников старины и культурно-просветительского губернского и городского отделов народного образования» (1918)
- «Красный Клич» (1922)
- «Спортивная жизнь Карелии». Орган Государственного комитета по физической культуре и спорту Карельской АССР и Общества по распространению политических и научных знаний Карельской АССР. Выходил в 1958—1962 гг. ежеквартально.
- «Наше Хозяйство» (1922)[40]
- «Гиперборея» Первый МОЛОДёжный журнал (проект закрыт)
- «Полный Ажур» Женский глянцевый журнал (закрыт)
- «ptz.» (c 2009 до 2015 гг[41])
- «MP Business»
- «Vitrina. Петрозаводск»(закрыт)
- «Ваш досуг» (с июня 2005 до марта 2009 года)
- «Детский Петрозаводск»
- «Авто-мото» (закрыт)
- «Хоккей Карелии» (2003)
- «Sunline Magazine»
- «иZюм» (закрыт)
- «Дисконт — Петрозаводск» (был в 2012- 2013гг)
- «Школа — INFO» (с 2009)
- «Я выбираю»
- «Горожанин — это я» (2002)
- «Convert» (с 2010)
- «Онежский экспресс» (в 2010)
- «Промышленный вестник Карелии» (с 1999 г.)
- «Телесемь-Петрозаводск , Мурманск (Антенна)»
- «Телепульт — Переключая каналы. Петрозаводск» (закрыт)
- «Мир комфорта. Петрозаводск» (закрыт)

## Электронные издания

### Радио
Первая радиостанция появилась в Петрозаводске в 1918 г. Начальником её был георгиевский кавалер, унтер-офицер Службы связи Балтийского моря Евстафий Калиникович Загонский. Работниками радиостанции были Николай Антонович Павлов, Фриц Янович Кошкен. 21 ноября 1926 года состоялось торжественное открытие Петрозаводской широковещательной радиостанции. С конца 1920-х годов появляются и точки городской ретрансляционной сети в квартирах петрозаводчан, проживающих на главных магистралях города.
- 68,06 УКВ — (Молчит) Радио Маяк
- 94,5 FM — (ПЛАН) Love Radio
- 95,0 FM — Радио Рекорд
- 95,9 FM — Радио Пи FM
- 96,7 FM — Comedy Radio
- 98,0 FM — Вести FM
- 98.4 FM — Радио Шансон
- 98,8 FM — Новое радио
- 99,2 FM — Радио Дача
- 99,6 FM — Радио Родных Дорог
- 100,0 FM — Радио 10
- 100,4 FM — Радио ENERGY
- 101,0 FM — Радио Вера
- 101,4 FM — Юмор FM
- 101,8 FM — Радио 7 на семи холмах
- 102,2 FM — Радио России / Карельское Радио
- 103,1 FM — Авторадио
- 103,5 FM — Ретро FM
- 104,3 FM — Радио Maximum
- 104,7 FM — Русское радио
- 105,2 FM — Детское радио
- 105,7 FM — Наше радио
- 106,8 FM — Европа Плюс
- 107,2 FM — Дорожное радио
- 107,9 FM — Радио Маяк

### Телевидение
Первые телепередачи в Петрозаводске начались в 1959 году. По состоянию на 2010 год, в Петрозаводске вещали «ТНТ-Онего», «РЕН — Ника Плюс», «Звезда — Петронет», и все федеральные телеканалы, предоставляются услуги кабельных сетей «Петронет», «Ника», «Тэтрион» и спутникового телевидения. С 1994 по 2000 годы вещал местный филиал «2x2 на Онего».
В течение в 2020—2021 годах, местные телеканалы прекратили аналоговое вещание. За ними последовали местные филиалы «ТНТ-Онего» и «СТС-Карелия». Даже, Ника Плюс, потеряла свой сетевой партнер «РЕН-ТВ» который 24 года сотрудничал с ним. В 2022 году, Ника Плюс начала осуществлять свои местные врезки на телеканале «Продвижение».
Одни из старейших местных телекомпаний города, являются "ГТРК «Карелия» и «Ника Плюс» (основана в 1991 году).
- Действующие эфирные петрозаводские телеканалы
  - РТРС-1
  - РТРС-2
  - ОТР / Сампо ТВ
  - Карелия Online
  - Продвижение / Ника Плюс
  - Россия-1 / ГТРК «Карелия»

### Интернет-издания
Электронные СМИ
- Интернет-газета «Столица на Онего»
- Интернет-журнал «Республика»
- Интернет-сайт «Губерния daily»[45]
- ИА «Карелинформ»
- Информационная лента «Вести Карелии»[46]
- Интернет-газета «Карелия»
- «vse.karelia.ru»
- «dosug.ptz.ru» (проект закрыт)
- Ника Плюс[47]
- Телепрограмма «После школы» (закрыта)
- Молодёжный инфоресурс «МОРОШКА»[48]
- Петрозаводск Говорит[49]
- Сетевое издание Karelia.news[50]
- Черника[51]